# Associació Cultural de Caldes de Montbui
L’Associació Cultural de Caldes de Montbui és una entitat cultural sense ànim de lucre situada al municipi de Caldes de Montbui, a la comarca del Vallès Oriental. Constituïda durant la dècada dels seixanta, la seva fundació està estretament vinculada a la creació de l’Acadèmia Montbui, un centre d’ensenyament de batxillerat impulsat amb la voluntat d’oferir educació secundària a la vila. Per donar suport legal a aquest projecte educatiu, es va crear l’associació, que amb el temps ha esdevingut un referent en la promoció i dinamització de la cultura local. El seu objectiu principal és fomentar activitats vinculades als casals i ateneus, contribuint així al desenvolupament cultural i social del municipi. El 1976 va iniciar la publicació de La Tortuga, una revista dedicada a la divulgació cultural i local. La publicació va tenir dues etapes en paper (anys 70-80 i 90) i una tercera etapa digital iniciada l’abril de 2012. L’Arxiu Històric de Caldes conserva 102 exemplars d'entre 1972 i 1992.